# قپچاق-آسکاروو
قپچاق-آسکاروو (به لاتین: Kipchak-Askarovo) یک منطقهٔ مسکونی در روسیه است که در باشقیرستان واقع شده‌است.